# Palácio das Necessidades

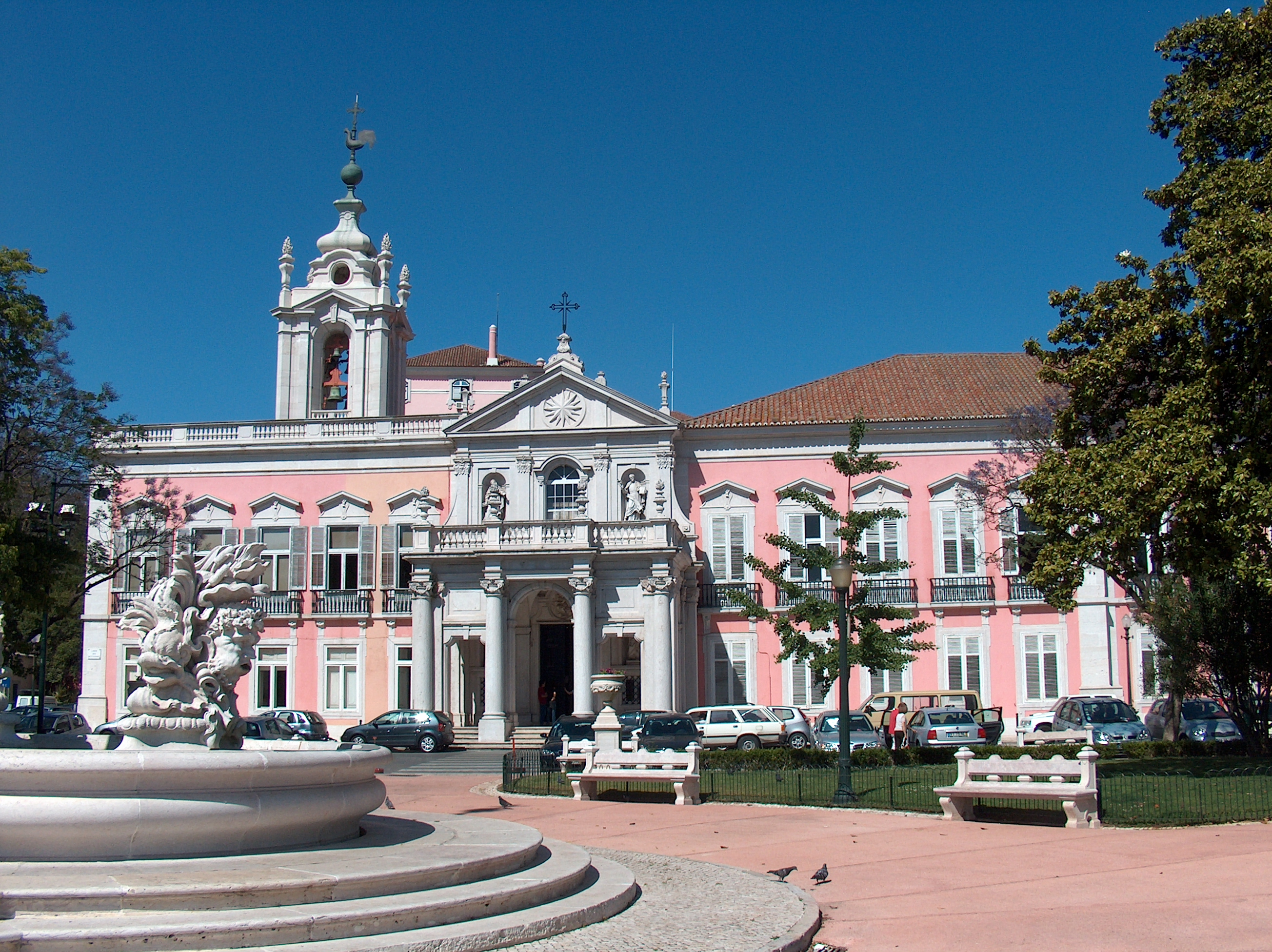
Palácio das Necessidades

Der Palácio das Necessidades (deutsch: Palast von Necessidades) in Lissabon ist ein ehemaliger königlicher Palast und heute Dienstsitz des portugiesischen Außenministers. Der Bau stammt aus dem 18. Jahrhundert und wurde auf Wunsch Joãos V. an der Stelle errichtet, wo vorher eine Kapelle zu Ehren „Unserer Lieben Frau der Bedürfnisse“, portugiesisch Nossa Senhora das Necessidades, stand. Daher stammt der für einen Palast ungewöhnliche Name. Der Palast befindet sich in der Lissabonner Stadtgemeinde Estrela.

## Residenz der königlichen Familie
Der Palast wurde unter der Regentschaft der Königin Maria II. zur offiziellen Residenz der königlichen Familie. Eine Ausnahme bildete ihr Sohn Ludwig I., der als Residenz den Palácio Nacional da Ajuda bevorzugte. Der Palast wurde mehrfach nach den Wünschen der jeweiligen Bewohner umgebaut. Der letzte große Umbau erfolgte im 20. Jahrhundert unter König Carlos I.
Am 4. Oktober 1910 wurde der Palast von Revolutionären vom im Tejo liegenden Kreuzer Adamastor auf Befehl José Mendes Cabeçadas aus beschossen, wobei die privaten Gemächer des Königs stark beschädigt wurden. Emanuel II. selbst floh zunächst in einen Pavillon im Park des Schlosses. Währenddessen holte ein Bediensteter die königliche Standarte ein, woraufhin die Revolutionäre glaubten, der König sei nicht anwesend, und den Beschuss einstellten.

## Ministerium für auswärtige Angelegenheiten
Nach der Ausrufung der Republik am 5. Oktober 1910 wurde der Palast zum Sitz des Außenministeriums bestimmt. Der Begriff „Necessidades“ hat sich seitdem als Synonym für die Außenpolitik Portugals eingebürgert.

## Weblink
- Convento e Palácio Real. Seite des portugiesischen Portal Diplomático zum Palácio das Necessidades (portugiesisch)

Koordinaten: 38° 42′ 24,6″ N, 9° 10′ 10,7″ W